# Placidochromis subocularis
Placidochromis subocularis é uma espécie de peixe da família Cichlidae.
Pode ser encontrada nos seguintes países: Malawi, Moçambique e Tanzânia.
Os seus habitats naturais são: lagos de água doce.
Está ameaçada por perda de habitat.